# Néma
Néma är en stad i regionen Hodh Ech Chargui i sydöstra Mauretanien. Staden hade 21 708 invånare (2013). Den är huvudort i regionen Hodh Ech Chargui. Den ligger nära gränsen till Mali.